# Wolfgang Scheffknecht

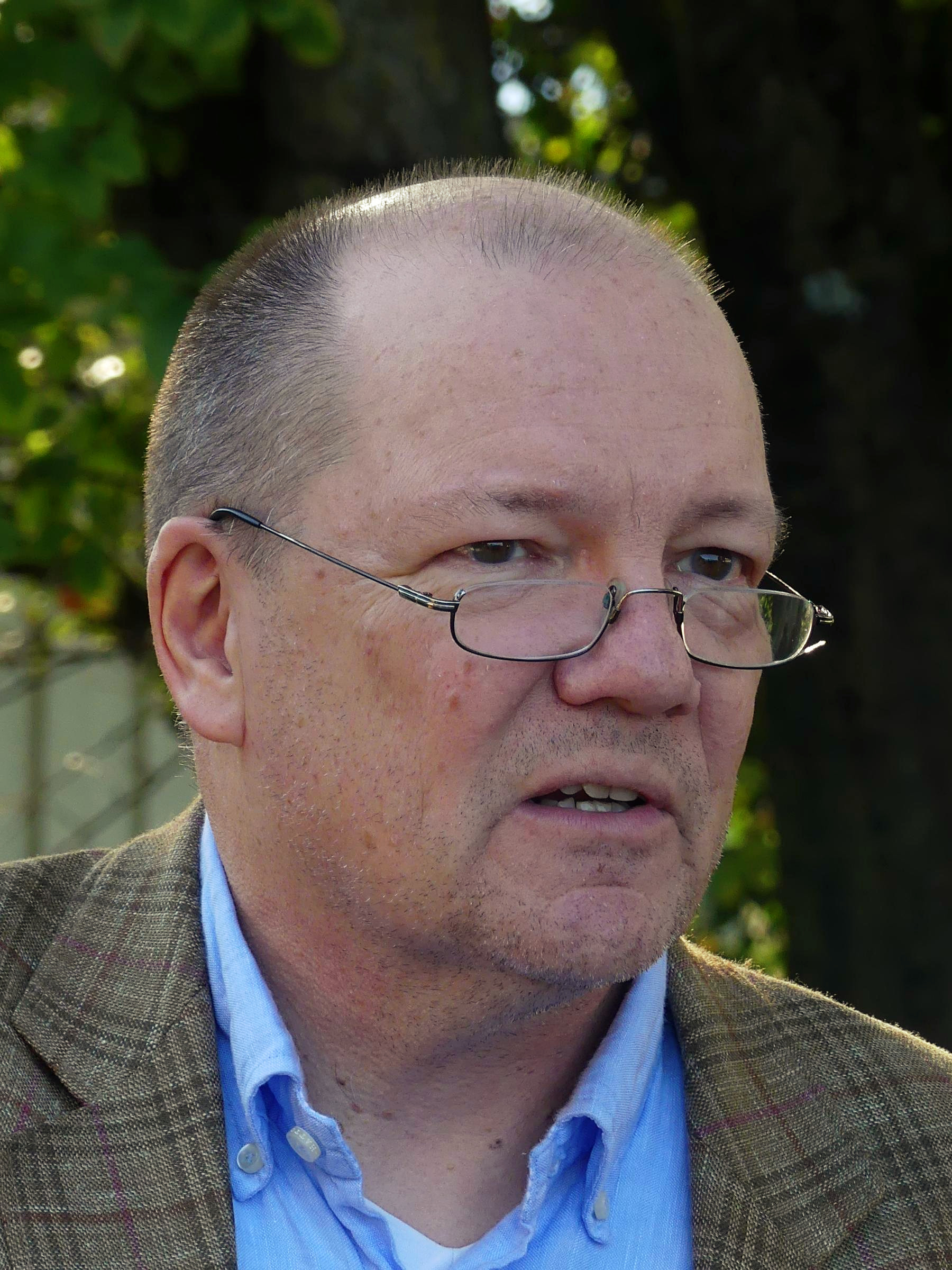
Wolfgang Scheffknecht (2018)

Wolfgang Scheffknecht (* 1959) ist ein österreichischer Historiker, Pädagoge und Archivar.

## Leben
Wolfgang Scheffknecht maturierte am Bundesgymnasium Dornbirn und studierte an der Universität Innsbruck Lehramt für Geschichte und Latein und schloss mit einem Doktorat ab.
Scheffknecht unterrichtete in Vorarlberg an mehreren Gymnasien, arbeitete an der Vorarlberger Landesbibliothek und lehrt seit 2005 an der Pädagogischen Hochschule Vorarlberg.
1996 folgte er Adolf Bösch als Leiter des Archivs der Marktgemeinde Lustenau nach. Dort befindet sich die österreichische Geschäftsstelle des internationalen Vereins für Geschichte des Bodensees und seiner Umgebung, die Wolfgang Scheffknecht leitet. 

## Anerkennungen
- 2010 Ehrenring der Marktgemeinde Lustenau unter Bürgermeister Hans-Dieter Grabher

## Publikationen
- Scharfrichter. Eine Randgruppe im frühneuzeitlichen Vorarlberg. UVK Verlagsgesellschaft, Konstanz 1994, ISBN 978-3-87940-494-0.
- 100 Jahre Marktgemeinde Lustenau 1902–2002. Eine Chronik. Marktgemeinde Lustenau, Lustenau 2003, ISBN 978-3-900954-06-2.
- mit Oliver Heinzle: Migrationen in der Geschichte Lustenaus. Migrációk Lustenau történetében. Ausstellungskatalog, Galerie Stephanie Hollenstein, Marktgemeinde Lustenau, Lustenau 2011, ISBN 978-3-900954-10-9.
- mit Vanessa Hämmerle, Oliver Heinzle: Lustenau 1914-1918. Eine Gemeinde im Ersten Weltkrieg. Ausstellungskatalog, Galerie Stephanie Hollenstein, Marktgemeinde Lustenau, Lustenau 2014, ISBN 978-3-900954-13-0.
- "... unser und des richs lute in unserm und des richs hofe ze Lustnow ..." Der Kaiser, das Reich und die Reichsleute zur Lustenau im späten Mittelalter und zu Beginn der Neuzeit. Oder: Was bedeutete es für Lustenauer, Reichsleute zu sein? Ausstellungskatalog, Marktgemeinde Lustenau, Lustenau 2017, ISBN 978-3-900954-17-8.
- Kleinterritorium und Heiliges Römisches Reich. Der "Embsische Estat" und der Schwäbische Reichskreis im 17. und 18. Jahrhundert. Grafschaft Hohenems, Habilitationsschrift, Universität Innsbruck, UVK Verlagsgesellschaft, Konstanz 2017, ISBN 978-3-86764-726-7.
- mit Nicole Scheffknecht: Böses Vorarlberg Lesebuch. Mörder, Schurken und Banditen 1419–1953. Illustrationen von Nicole Scheffknecht, Verlag unartproduktion, Dornbirn 2022, ISBN 978-3-902989-64-2.

Herausgeberschaft
- Vorarlberg-Chronik. 3. überarbeitete und erweiterte Auflage, Herausgeber Land Vorarlberg, Redaktion Wolfgang Scheffknecht, Vorarlberger Verlagsanstalt, Dornbirn 2005, ISBN 978-3-85430-327-5.
- mit Rolf Kießling: Umweltgeschichte in der Region. Konferenzschrift, UVK Verlagsgesellschaft, Konstanz 2011, ISBN 978-3-86764-321-4.